# Joan Ferraté Gili
Joan Ferraté Gili (Reus, 17 de juny de 1884 - 22 de desembre de 1936) va ser un comerciant i escriptor català, germà de Ricard Ferraté Gili.
Amb el seu germà Ricard va dedicar-se al comerç dels vins. A partir dels setze anys ja publicava al Diario de Reus, i va seguir publicant tota la vida les seves col·laboracions literàries, en vers i en prosa a la premsa reusenca. Publicà a Lo Somatent, Las Circunstancias, Revista del Centre de Lectura, Foc Nou, Athenaeum, Foment, Boira i Reus. Va obtenir premis en diversos jocs florals i va recollir part dels seus poemes al llibre Imatgeries (Reus, 1928), amb un pròleg de Josep Maria de Sucre.
Interessat per l'excursionisme, era secretari de la Secció Excursionista del Centre de Lectura el 1907, i el 1910 n'era president. El seu interès per l'espeleologia el portà a fer gran quantitat d'exploracions, seguint l'exemple de Norbert Font i Sagué. El 1909 va donar diverses conferències sobre aquest tema. Fundador, junt amb el seu germà i altres companys, de l'Agrupació Excursionista de Reus, col·laborà activament en el seu Butlletí, amb articles sobre excursionisme i espeleologia. El 1918 va publicar, editat per l'Agrupació Excursionista, Espeleologia de les comarques tarragonines, fruit de les seves exploracions i dedicat a Font i Sagué i amb un pròleg del cap del Servei Geològic de Catalunya, Marià Faura i Sans.